# 8229 Kozelský
(8229) Kozelský, denumire internațională (8229) Kozelsky, este un asteroid din centura principală de asteroizi.

## Descriere
8229 Kozelský este un asteroid din centura principală de asteroizi. A fost descoperit pe 28 decembrie 1996 la Observatorul din Ondřejov de Marek Wolf și Lenka Šarounová. Asteroidul prezintă o orbită caracterizată de o semiaxă mare de 3,08 ua, o excentricitate de 0,20 și o înclinație de 13,6° în raport cu ecliptica.